# Katastrofa samolotu wojskowego w Geplak
Katastrofa samolotu wojskowego w Geplak wydarzyła się 20 maja 2009 roku. Samolot odbywał lot treningowy. Na pokładzie maszyny leciało 98 pasażerów i 14 członków załogi. Samolot sił powietrznych Indonezji Hercules C-130 rozbił się w pobliżu lotniczej bazy wojskowej, w miejscowości Gaplak (inne źródła mówią o miejscowości Madiun) na Jawie Wschodniej.
Według świadków jeszcze w powietrzu doszło na pokładzie maszyny do wybuchu. Zanim samolot spadł na ziemię oderwało się od niego skrzydło. Przed zatrzymaniem w miejscu, staranował cztery domy.